# Jerdova
 (décembre 2019).
Jerdova (en ukrainien : Жердова) est une commune rurale de l'oblast de Kiev, en Ukraine. Elle est située dans le raïon de Brovary, à 38 km à l'est de Kiev et à 21,5 km au nord-est de Brovary. Sa population s'élevait à 349 habitants en 2001.

## Histoire
La fondation du village de Jerdova remonte à 1858. À l'époque soviétique, une importante commune agricole fut créée à Jerdova. 
Les armoiries et le gonfalon de Jerdova comportent un champ pourpre traversé par une masse d'arme (boulava) et un sabre jaunes ; une branche d'aulne jaune est placée au-dessous. Le champ pourpre symbolise la puissance et la noblesse des Cosaques, la bande verte les bois actuels.